# فواز الخیبری
فواز الخیبری (عربی: فواز الخيبري؛ زادهٔ ۶ ژانویهٔ ۱۹۹۲) یک ورزشکار اهل عربستان سعودی است.
از باشگاه‌هایی که در آن بازی کرده‌است می‌توان به باشگاه فوتبال الاتحاد اشاره کرد.